# Mariano Mores
Mariano Alberto Martínez (Buenos Aires, 18 februari 1918 – aldaar, 13 april 2016), beter bekend onder zijn pseudoniem Mariano Mores, was een Argentijns componist, dirigent en pianist.

## Levensloop
Martínez speelde al als jongeman klassieke werken op de piano. Zijn openbaar debuut als pianist gaf hij op 14-jarige leeftijd in het Café Vicente in de calle Corrientes in Buenos Aires. Dat bracht hem het nodige geld op om aan het D'Andrea conservatorio in Lanús te studeren. Aan het conservatorium en in de omgeving ervan leerde hij belangrijke mensen kennen. Hij kwam in contact met de folkgroep "La Cuyanita" en werd dirigent en pianist van het orkest van Roberto Firpo.
Later richtte hij met zijn zusters Margot en Myrna het trio Mores op. Tegelijkertijd begon hij met componeren. Op 20-jarige leeftijd schreef hij muziek voor de film Senderos de Santa Fe. In deze tijd kreeg hij contact met de componist Valdo Sciammarella en de schrijver Alberto Vaccarezza. Door advies van deze beide personen werd hij in 1939 pianist in het orkest van Francisco Canaro. In deze functie bleef hij tot 1948. De tijd was gekomen om een eigen orkest op te richten, dat zijn première in het "Presidente Alvear Theater" in Buenos Aires beleefde.
Martínez werd onder zijn pseudoniem Mariano Mores in Argentinië een van de bekendste tango-vertolkers. Hij werkte in verschillende films als acteur mee, samen met Delia Garcés, Osvaldo Miranda, Virginia Luque en Hugo del Carril. Hij richtte later ook het moderne tango-sextet op (samengesteld met instrumenten zoals orgel, piano, accordeon, elektrische gitaar, drumstel en bas) en werd vervolgens een bekende vertegenwoordiger van Argentijnse populaire muziek.
Als componist werd hij vooral met zijn tango's en milonga's bekend.

## Composities

### Werken voor orkest
- 1939 · Cuartito Azul, tango - tekst: Mario Battistella
- 1940 · Tan solo tú, tango - tekst: Marvil (pseudoniem van Elizardo Martínez Vilas)
- 1941 · En esta tarde gris, tango - tekst: José María Contursi
- 1941 · Tu piel de jazmín, tango - tekst: José María Contursi
- 1942 · Gricel, tango - tekst: José María Contursi
- 1943 · Uno, tango - tekst: Enrique Santos Discepolo
- 1944 · Cada vez que me recuerdes - tekst: José María Contursi
- 1944 · Cristal, tango - tekst: José María Contursi
- 1944 · Copas, amigas y besos, tango - tekst: Enrique Cadícamo
- 1945 · A quién le puede importar - tekst: Enrique Cadícamo
- 1945 · Adiós pampa mía, tango (samen met Francisco Canaro) - tekst: Ivo Pelay
- 1946 · Sin palabras, tango - tekst: Enrique Santos Discepolo
- 1948 · Cafetín de Buenos Aires, tango - tekst: Enrique Santos Discepolo
- 1949 · Una lágrima tuya, tango - tekst: Homero Manzi)
- 1951 · El patio de la morocha (samen met: Cátulo Castillo)
- 1952 · Taquito militar, milonga - tekst: Dante Gilardoni[1]
- 1953 · La calesita - tekst: Cátulo Castillo
- 1957 · Tanguera
- 1957 · Bailonga, milonga
- 1957 · El firulete, milonga - tekst: Rodolfo M. Taboada[2]
- 1961 · Por qué la quise tanto - tekst: Rodolfo M. Taboada
- 1962 · Tan sólo un loco amor, tango - tekst: Martín Darré
- 1963 · Frente al mar, tango - tekst: Rodolfo M. Taboada
- Balada
- Cuadro Criollo, fantasie
- Vals de la Evocacion, wals
- Yo tengo un pecado nuevo, tango - tekst: Alberto Laureano Martínez

### Werken voor harmonieorkest[3]
- 1942 · Gricel, tango - tekst: José María Contursi
- 1948 · Cafetín de Buenos Aires, tango - tekst: Enrique Santos Discepolo
- 1952 · Taquito militar, milonga - tekst: Dante Gilardoni
- El Firulete, tango
- Frente al mar, tango - tekst: Rodolfo M. Taboada

### Werken voor piano
- 1945 · Adiós pampa mía, tango (samen met Francisco Canaro)
- 1957 · Bailonga, milonga
- Vals de la Evocacion

### Werken voor gitaar
- El Firulete, milonga voor twee gitaren[4]

### Filmmuziek
- 1938 · Senderos de Santa Fe
- 1949 · La doctora quiere tangos
- 1949 · Corrientes, calle de ensueños
- 1953 · La voz de mi ciudad
- 1964 · Buenas noches, Buenos Aires
- 1972 · Vallejos